# Nenad Žugaj
Nenad Žugaj (ur. 19 kwietnia 1983) – chorwacki zapaśnik walczący w stylu klasycznym. Olimpijczyk z Londynu 2012, gdzie zajął czternaste miejsce w kategorii 84 kg.
Brązowy medalista mistrzostw świata w 2010 i mistrzostw Europy w 2013.
Piąty na igrzyskach europejskich w 2015. Zdobył złoty medal na igrzyskach śródziemnomorskich w 2009; brązowy w 2013 i dziewiąte miejsce w 2005. Mistrz śródziemnomorski w 2011. Trzeci na wojskowych MŚ w 2008
roku.
Jego brat Neven Žugaj również jest zapaśnikiem, olimpijczykiem z Londynu 2012, medalistą mistrzostw świata i Europy.